# Balanspuzzel

9de Wereldkampioenschap balanspuzzel met ballonnen

Een balanspuzzel is een wiskundige puzzel die de oplosser uitdaagt om een deelset van getallen te verdelen. Dit dient zo verdeeld te worden dat de verschillende zijden van een gestileerd diagram, in de vorm van een balansschaal, gelijk zijn. De evenwichtspuzzel is een klassieke getallenpuzzel in het Wereldkampioenschap Puzzelen. Het bestaat uit een mobiele of boomstructuur, met aangewezen posities waaraan de speler bepaalde gewichten moet ophangen, zodat alles in evenwicht is.
Er zijn meestal 8 tot 12 opeenvolgende getallen (gewichten) om te plaatsen, waardoor het aantal mogelijkheden veel kleiner is dan bijvoorbeeld een sudoku.
Zoals bij veel wiskundige puzzels is de oplossing uniek. Ervaren puzzelaars geven vaak de voorkeur aan puzzels waarbij de regels expliciet stellen dat er maar één oplossing is. Deze eigenschap maakt enkele redeneerstrategieën mogelijk. Het maakt het genereren van puzzels evenwel ook iets moeilijker.

## Varianten
Ballonbalans: dezelfde puzzel waarbij ook negatieve gewichten kunnen worden geplaatst. 